# Кацхи (Местийский муниципалитет)
Кацхи (груз. კაცხი) — село в Грузии, на территории Местийского муниципалитета края (мхаре) Самегрело-Верхняя Сванетия.

## География
Село находится в северо-западной части Грузии, к северу от реки Ингури, на расстоянии приблизительно 17 километров (по прямой) к западу от посёлка городского типа Местиа, административного центра муниципалитета. Абсолютная высота — 1498 метров над уровнем моря.

## Население
По результатам официальной переписи населения 2014 года в Кацхи проживал 21 человек (11 мужчин и 10 женщин). В национальной структуре населения грузины составляли 100 %.
| Год  | Население, человек |
| ---- | ------------------ |
| 2002 | 42                 |
| 2014 | ↘ 21               |